# Procès des Ministères
Pour les articles homonymes, voir Procès des ministres de Charles X.

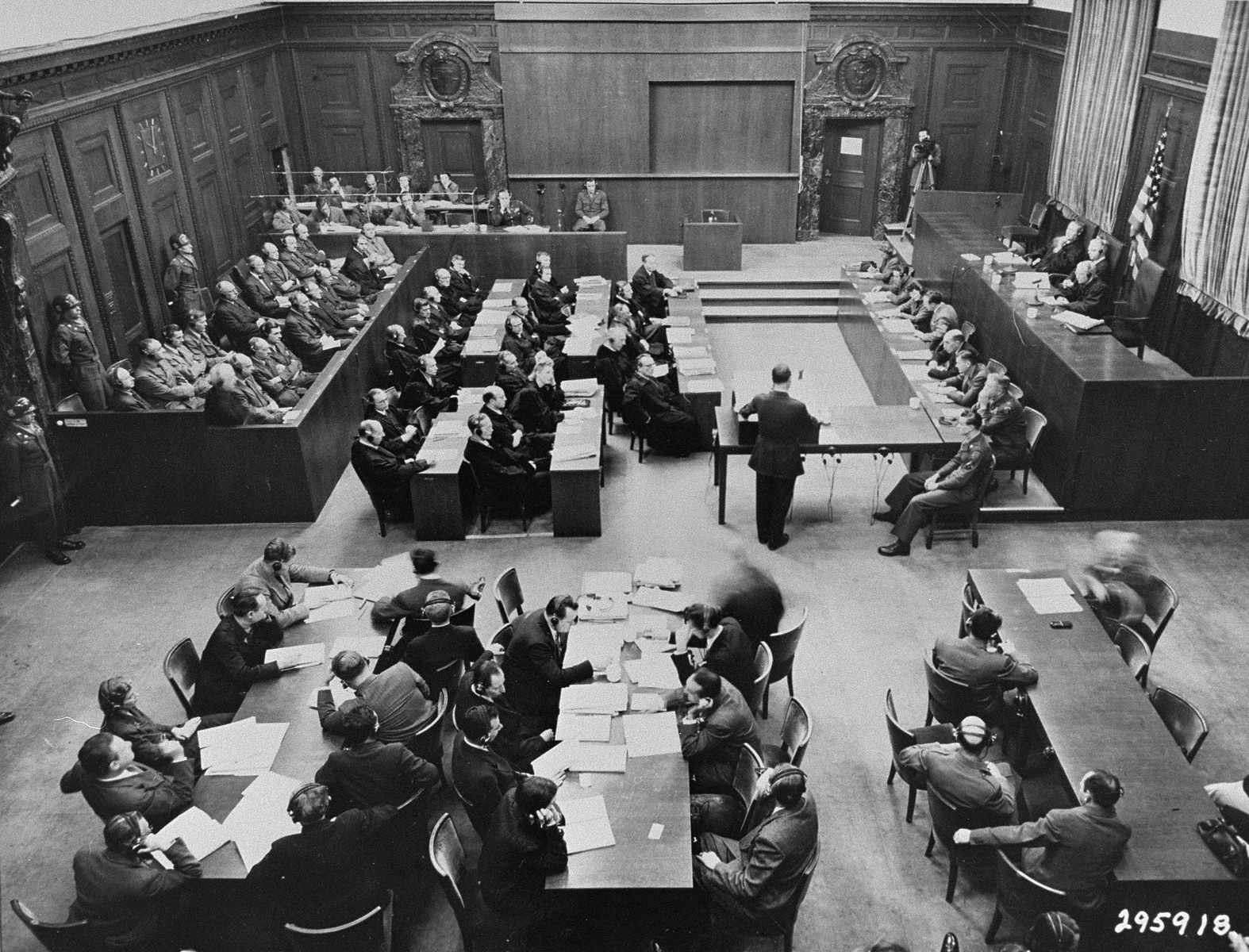
Ouverture du Procès des Ministères : Telford Taylor lit l'acte d'accusation.

Le procès des Ministères (officiellement : The United States of America vs. Ernst von Weizsäcker, et al.) est le onzième des douze procès pour crimes de guerre que les autorités américaines ont organisés dans leur zone d'occupation en Allemagne à Nuremberg après la Seconde Guerre mondiale. Ces douze procès se sont tenus devant un tribunal militaire américain et non devant le tribunal militaire international, mais dans les mêmes salles. Ils sont connus sous le nom de « second procès de Nuremberg », ou plus formellement « procès des criminels de guerre devant le tribunal militaire de Nuremberg ».
Ce procès est également appelé « procès de la Wilhelmstraße », car le ministère des Affaires étrangères allemand – auquel appartenaient nombre des accusés – était situé dans cette rue de Berlin. Les accusés étaient tous des officiels de différents ministères du Troisième Reich, à qui était reproché leur rôle dans l'Allemagne nazie, et par conséquent leur participation ou leur responsabilité dans les nombreuses exactions commises en Allemagne comme dans les pays occupés par l'armée allemande.
Les juges à ce procès, membres du 4e tribunal militaire de l'armée américaine, étaient William C. Christianson (président), Robert F. Maguire et Leon W. Powers. Le procureur général était Robert M. W. Kempner. Les accusations ont été prononcées le 15 novembre 1947, les débats se sont déroulés du 16 janvier au 18 novembre 1948. Les juges mirent ensuite cinq mois à rédiger les 833 pages de leur sentence, qu'ils prononcèrent le 11 avril 1949. Le procès des ministres fut le plus long des douze procès pour crimes de guerre, et le dernier à se terminer.
Sur les vingt-et-un accusés traduits devant ce tribunal, deux furent acquittés et tous les autres jugés coupables pour au moins un des chefs d'accusation. Ils furent condamnés à des peines allant de trois à vingt-cinq ans de prison (détention préventive comprise).

## Chefs d'accusation
Huit chefs d'accusation ont été retenus :
1. Crimes contre la paix en planifiant et déclenchant une guerre d'agression contre d'autres nations, et en violant les traités internationaux ;
2. Participation et organisation de la formulation et de l'exécution d'un plan commun et d'une conspiration pour commettre les crimes contre la paix mentionnés ci-dessus ;
3. Crimes de guerre, en étant responsables de meurtres, de mauvais traitements et d'autres crimes contre les prisonniers de guerre et les armées ennemies ;
4. Crimes contre l'humanité : atrocités et crimes perpétrés contre les Allemands sur la base de discriminations politiques, raciale et religieuses de 1933 à 1939 ;
5. Crimes de guerre et crimes contre l'humanité en participant ou en étant responsables d'atrocités et de crimes sur les populations civiles des pays occupés ;
6. Crimes de guerre et crimes contre l'humanité par le pillage et la spoliation des pays occupés ;
7. Crimes de guerre et crimes contre l'humanité par la participation à l'esclavage, la déportation pour le travail forcé et les mauvais traitements de populations civiles aussi bien en Allemagne que dans les pays occupés, ainsi que vis-à-vis des prisonniers de guerre ;
8. Membres d'organisations criminelles, la Schutzstaffel (la SS) ou les instances dirigeantes du parti nazi.

Tous les accusés plaidèrent non coupable des accusations portées contre eux.
Le tribunal écarta le chef d'accusation no 2 pour manque de preuves, ainsi que le chef d'accusation no 4 au motif qu'il sortait de sa compétence, portant sur des faits antérieurs à la guerre.

## Accusés
| Nom                                       | Photo | Fonction | Condamnation / date de mort                                                                                       |
| ----------------------------------------- | ----- | --- | --- |
| Ernst von Weizsäcker                      |       | Secrétaire d'État permanent à l'« Auswärtiges Amt » (ministère des Affaires étrangères) jusqu'en 1943, puis ambassadeur auprès du Saint-Siège à Rome ; SS-Brigadeführer.               | Sept ans de prison, réduits à cinq ans le 12 décembre 1949 ; libéré en octobre 1950. Mort en 1951 (à 69 ans).     |
| Gustav Adolf Steengracht von Moyland (de) |       | Successeur de Weizsäcker comme secrétaire d'État au ministère des Affaires étrangères (jusqu'en 1945).                                                                                 | Sept ans de prison, réduits à cinq ans le 12 décembre 1949 ; libéré en 1950. Mort en 1969 (à 66 ans).             |
| Wilhelm Keppler                           |       | Secrétaire d'état, conseiller de Hitler pour l'économie. | Dix ans de prison ; libéré en 1951. Mort en 1960 (à 77 ans).                                                      |
| Ernst Bohle                               |       | Gauleiter et chef de l’« Auslandorganisation » (relations étrangères) du parti nazi, secrétaire d'État au ministère des Affaires étrangères.                                           | Cinq ans de prison. Mort en 1960 (à 57 ans).                                                                      |
| Ernst Woermann (en)                       |       | Secrétaire d'État au ministère des Affaires étrangères, chef de la division politique ; ambassadeur en Chine à l'époque du Gouvernement national réorganisé de la république de Chine. | Sept ans de prison, réduits à cinq ans le 12 décembre 1949 ; libéré en 1951. Mort en 1979 (à 91 ans).             |
| Karl Ritter                               |       | Officier de liaison entre le ministère des Affaires étrangères et le Haut Commandement des forces armées allemandes.                                                                   | Quatre ans de prison, incluant la détention préventive ; libéré après le jugement. Mort en 1968 (à 85 ans).       |
| Otto von Erdmannsdorff (de)               |       | Secrétaire au ministère des Affaires étrangères ; adjoint de Woermann. | Acquitté. Mort en 1978 (à 90 ans).                                                                                |
| Edmund Veesenmayer                        |       | Plénipotentiaire en Hongrie. | Vingt ans de prison, réduits à dix ans en 1951 ; libéré la même année. Mort en 1977 (à 73 ans).                   |
| Hans Lammers                              |       | Chef de la chancellerie du Reich. | Vingt ans de prison, réduits à dix ans en 1951 ; libéré le 16 décembre de la même année. Mort en 1962 (à 82 ans). |
| Wilhelm Stuckart                          |       | Secrétaire d'État au ministère de l'Intérieur. | Peine déjà exécutée (trois ans et dix mois). Mort en 1953 (à 50 ans).                                             |
| Richard Walther Darré                     |       | Ministre de l'Agriculture et de l'Alimentation de 1933 à 1942. | Sept ans de prison ; libéré en 1950. Mort en 1953 (à 58 ans).                                                     |
| Otto Meissner                             |       | Chef de la chancellerie présidentielle. | Acquitté. Mort en 1953 (à 73 ans).                                                                                |
| Otto Dietrich                             |       | Chef du service de presse du parti nazi et secrétaire d'État du ministère de la Propagande.                                                                                            | Sept ans de prison, incluant la détention préventive ; libéré en 1950. Mort en 1952 (à 55 ans).                   |
| Gottlob Berger                            |       | Chef du SS-Hauptamt, SS-Obergruppenführer. | Vingt-cinq ans de prison, réduits à dix ans en 1951 ; libéré la même année. Mort en 1975 (à 78 ans).              |
| Walter Schellenberg                       |       | Directeur-adjoint de la Gestapo, chef du SD-Ausland, et de l’Abwehr après l'éviction de l’amiral Canaris à la tête des services secrets ; SS-Brigadeführer.                            | Six ans de prison, incluant la détention préventive. Mort en 1952 (à 42 ans).                                     |
| Lutz Schwerin von Krosigk                 |       | Ministre des Finances, ministre-président du gouvernement de Flensbourg, le dernier gouvernement du Troisième Reich en mai 1945 après les suicides successifs de Hitler et Goebbels.   | Dix ans de prison ; libéré en 1951. Mort en 1977 (à 89 ans).                                                      |
| Emil Puhl                                 |       | Vice-président de la Reichsbank. | Cinq ans de prison, incluant la détention préventive. Mort en 1962 (à 72 ans).                                    |
| Karl Rasche (de)                          |       | Dirigeant de la Dresdner Bank. | Sept ans de prison, incluant la détention préventive. Mort en 1951 (à 59 ans).                                    |
| Paul Körner                               |       | Secrétaire d'État, adjoint de Göring. | Quinze ans de prison, réduits à dix ans en 1951 ; libéré la même année. Mort en 1957 (à 64 ans).                  |
| Paul Pleiger (de)                         |       | Dirigeant des aciéries « Hermann-Göring-Werke » (usines confisquées par Göring ayant employé des travailleurs forcés).                                                                 | Quinze ans de prison, réduits à dix ans en 1951 ; libéré la même année. Mort en 1985 (à 85 ans).                  |
| Hans Kehrl (de)                           |       | Secrétaire au ministère de l'Armement, chef du bureau de la planification. | Quinze ans de prison ; libéré en 1951. Mort en 1984 (à 83 ans).                                                   |

Stuckart fut jugé à nouveau en 1951 devant un tribunal chargé de la dénazification, et condamné à une amende de 50 000 Deutsche Mark en tant que Mitläufer (suiviste).
Herbert Backe, le ministre de l'Agriculture ayant succédé à Richard Walther Darré, qui aurait également dû être jugé à ce procès, se suicida le 6 avril 1947 pendant sa détention préventive.